# Buondelmonte de' Buondelmonti
Buondelmonte de' Buondelmonti (... – Firenze, 10 aprile 1216) è un personaggio storico fiorentino del primo Duecento della famiglia Buondelmonti.

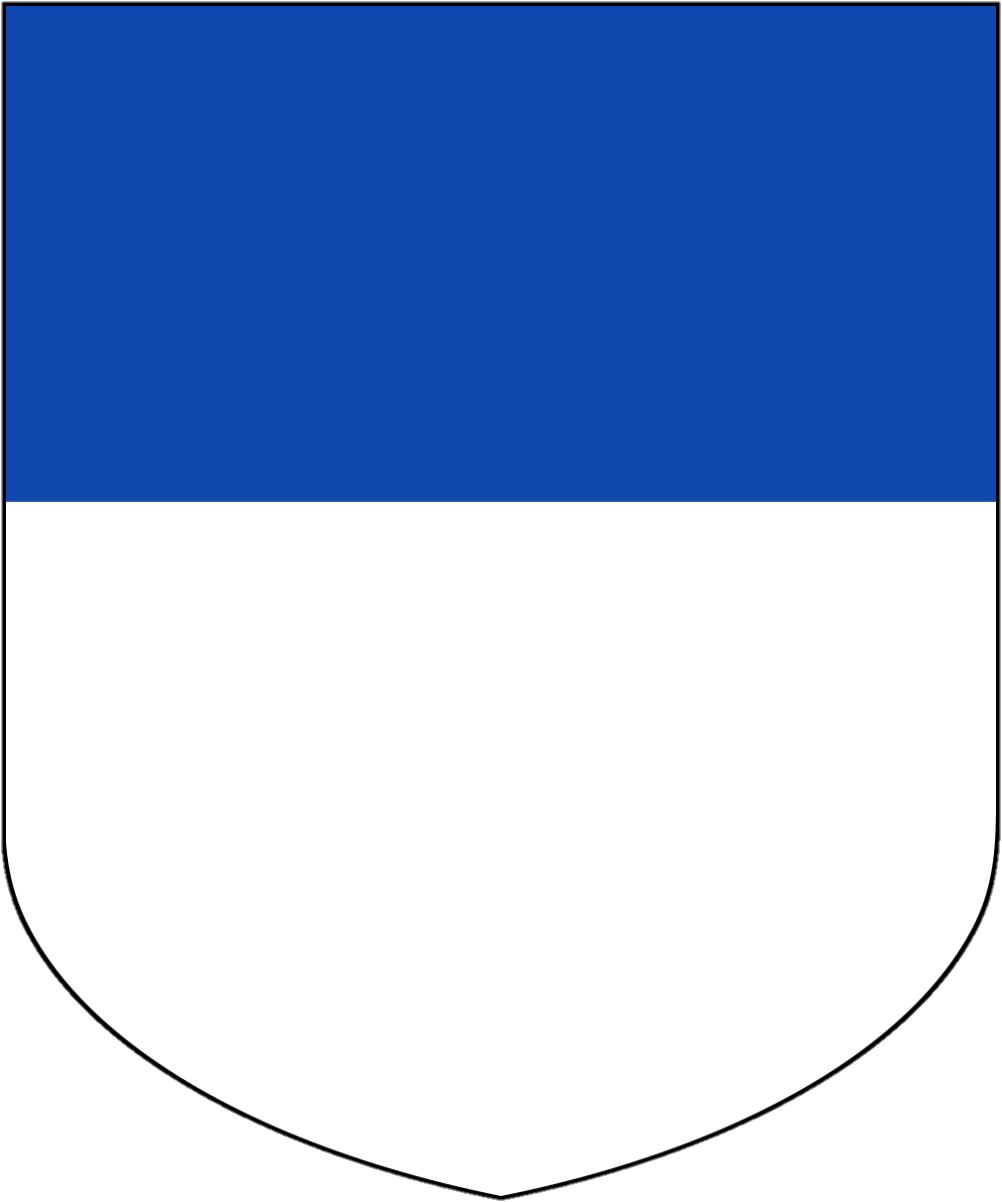
Stemma araldico della famiglia Buondelmonti (XIII sec.).

Giovanni Villani lo descrive fidanzato con una donna di casa Amidei; quando Buondelmonte ruppe il fidanzamento perché si era nel frattempo innamorato di una donna di casa Donati, il mancato matrimonio fu visto come una terribile offesa per gli Amidei, i quali giurarono di vendicarsi.
Gli Amidei tennero consiglio sul da farsi e, nonostante le molte indecisioni, venne decisa la strada più dura, quella di vendicare l'offesa con l'omicidio di Buondelmonte (famosa è la frase di Mosca dei Lamberti che pronunciò la proverbiale espressione Cosa fatta capo ha, nel senso che, per quanto drastica, una risoluzione era sempre meglio di uno stallo nell'indecisione).
Così Buondelmonte venne assassinato la mattina di Pasqua di quello stesso anno, mentre si recava alle nuove nozze. Il Villani addita quest'episodio di sangue come la prima scintilla che portò la città a spaccarsi nelle fazioni di guelfi e ghibellini attraverso le vendette incrociate delle consorterie. Dante Alighieri credette ciecamente a questa versione dei fatti e più volte, della Divina commedia, indica la contesa nata dal mancato matrimonio e la conseguente vendetta degli Amidei come la causa primaria della rovina della Repubblica di Firenze: questo avviene, per esempio, nell'episodio di Mosca dei Lamberti (Inferno Canto XXVIII, vv. 103-111) o in quello di Cacciaguida (Paradiso, Canto XVI, vv. 140-141), dove cita espressamente anche Buondelmonte.
La vicenda di Buondelmonte è inoltre trattata da Matteo Bandello in una sua Novella e dallo pseudo-Brunetto Latini della Cronaca Fiorentina. La vicenda viene narrata anche nell'opera di Dino Compagni, Cronica delle cose occorrenti ne' tempi suoi.